# Klaus & Ferdl
Klaus & Ferdl, auch bekannt als D′ Kasermandln, waren ein österreichisches Volksmusikanten-Duo aus Tirol, bestehend aus Klaus Kofler (* 1. Dezember 1937; † 26. August 2016, Gesang, Steirische Harmonika) aus Kramsach und Ferdinand Gollob (* 2. Mai 1940; † 27. Juni 2016, Gesang, Gitarre) aus Reichenfels.

## Werdegang
Das Duo gründete sich 1969 und war vor allem in den 1970er Jahren in Österreich bekannt. Ihr Hauptwerk bilden Stimmungslieder mit oft anzüglichen Texten. Mit dem Album Heidi, wart, wir jodeln zerscht erreichten sie 1977 Platz 1 der österreichischen Charts. Insgesamt erspielte sich das Duo 25 Goldene Schallplatten. 1979 trennte sich die Gruppe. Klaus Kofler spielte mit Sepp Sponring als Die Kasermandln in den 80er Jahren weiter. Ferdl Gollob gründete mit Franz Fraiß das Duo Franz und Ferdl. 1990 bis 1992 gab es eine kurzzeitige Wiedervereinigung von Klaus Kofler und Ferdl Gollob.

## Diskografie

### Studioalben
| Jahr | Titel                               | Höchstplatzierung, Gesamtwochen, AuszeichnungChartplatzierungen (Jahr, Titel, Platzierungen, Wochen, Auszeichnungen, Anmerkungen) | Höchstplatzierung, Gesamtwochen, AuszeichnungChartplatzierungen (Jahr, Titel, Platzierungen, Wochen, Auszeichnungen, Anmerkungen) | Anmerkungen                                                  |
| Jahr | Titel                               | DE | AT | Anmerkungen                                                  |
| ---- | ----------------------------------- | --- | --- | ------------------------------------------------------------ |
| 1973 | Ein Abend auf der Heidi             | DE28 (5 Wo.)DE | AT2 (28 Wo.)AT | Erstveröffentlichung: Februar 1973                           |
| 1974 | Heidi, Heidi, tua’s no amal         | — | AT6 (24 Wo.)AT | Erstveröffentlichung: März 1974                              |
| 1976 | Wir sind ja immer lustig            | — | AT21 (4 Wo.)AT | Erstveröffentlichung: Dezember 1976                          |
| 1977 | Heidi, wart’, wir jodeln zerscht    | — | AT1 (36 Wo.)AT | Erstveröffentlichung: Januar 1977                            |
| 1977 | Bei der Heidi fällt die letzte Hose | — | AT19 (4 Wo.)AT | Erstveröffentlichung: Juni 1977                              |
| 1984 | A echte Gaudi                       | — | AT3 (8 Wo.)AT | Erstveröffentlichung: Januar 1984 mit Ligister Trio & Hias   |
| 1984 | Beim Schützenhias                   | — | AT4 (10 Wo.)AT | Erstveröffentlichung: November 1984 mit Ligister Trio & Hias |

Weitere Studioalben
- 1971: Bei uns is’ lustig (als D’Kasermandln)
- 1972: Allweil lustig (als D’Kasermandln)
- 1973: Ja, ja des is lustig
- 1974: Lachen und gemütlich sein
- 1974: Lustig und witzig
- 1975: Wenn abends die Heidi träumt
- 1975: Im Wald und auf der Heidi
- 1978: Bubi, Bubi noch einmal
- 1978: Musik Stimmung und Humor
- 1978: 10 Jahre D’Kasermandl
- 1979: Heut spielen d’Kasermandl
- 1990: Schatzi, mein liabes Spatzi
- 1991: Das Leben ist schön

### Singles
| Jahr | Titel Album                                     | Höchstplatzierung, Gesamtwochen, AuszeichnungChartplatzierungen (Jahr, Titel, Album, Platzierungen, Wochen, Auszeichnungen, Anmerkungen) | Höchstplatzierung, Gesamtwochen, AuszeichnungChartplatzierungen (Jahr, Titel, Album, Platzierungen, Wochen, Auszeichnungen, Anmerkungen) | Anmerkungen                                                 |
| Jahr | Titel Album                                     | DE | AT | Anmerkungen                                                 |
| ---- | ----------------------------------------------- | --- | --- | ----------------------------------------------------------- |
| 1972 | Ein Abend Auf Der Heidi Ein Abend auf der Heidi | DE11 (14 Wo.)DE | AT5 (20 Wo.)AT | Erstveröffentlichung: Dezember 1972 Charteinstieg erst 1973 |

grau schraffiert: keine Chartdaten aus diesem Jahr verfügbar
Weitere Singles
- 1973: Heidi, Heidi, tua’s no amal
- 1973: Bubi, Bubi, noch einmal / Rehbraune Augen hat mein Schatz
- 1973: Auf der Schwäb’schen Eisenbahn
- 1973: Jeder küsst sein Weib (und haut es, bis es schreit)

## Auftritte von Klaus & Ferdl im Österreichischen Fernsehen
- Jahrmarkt (ORF) vom 6. Februar 1977
- Seniorenclub (ORF) vom 7. Mai 1978
- Ö-9 Tirol (ORF) vom 18. Oktober 1978
- Ö-9 Vorarlberg (ORF) vom 13. Dezember 1978